# Балликиран

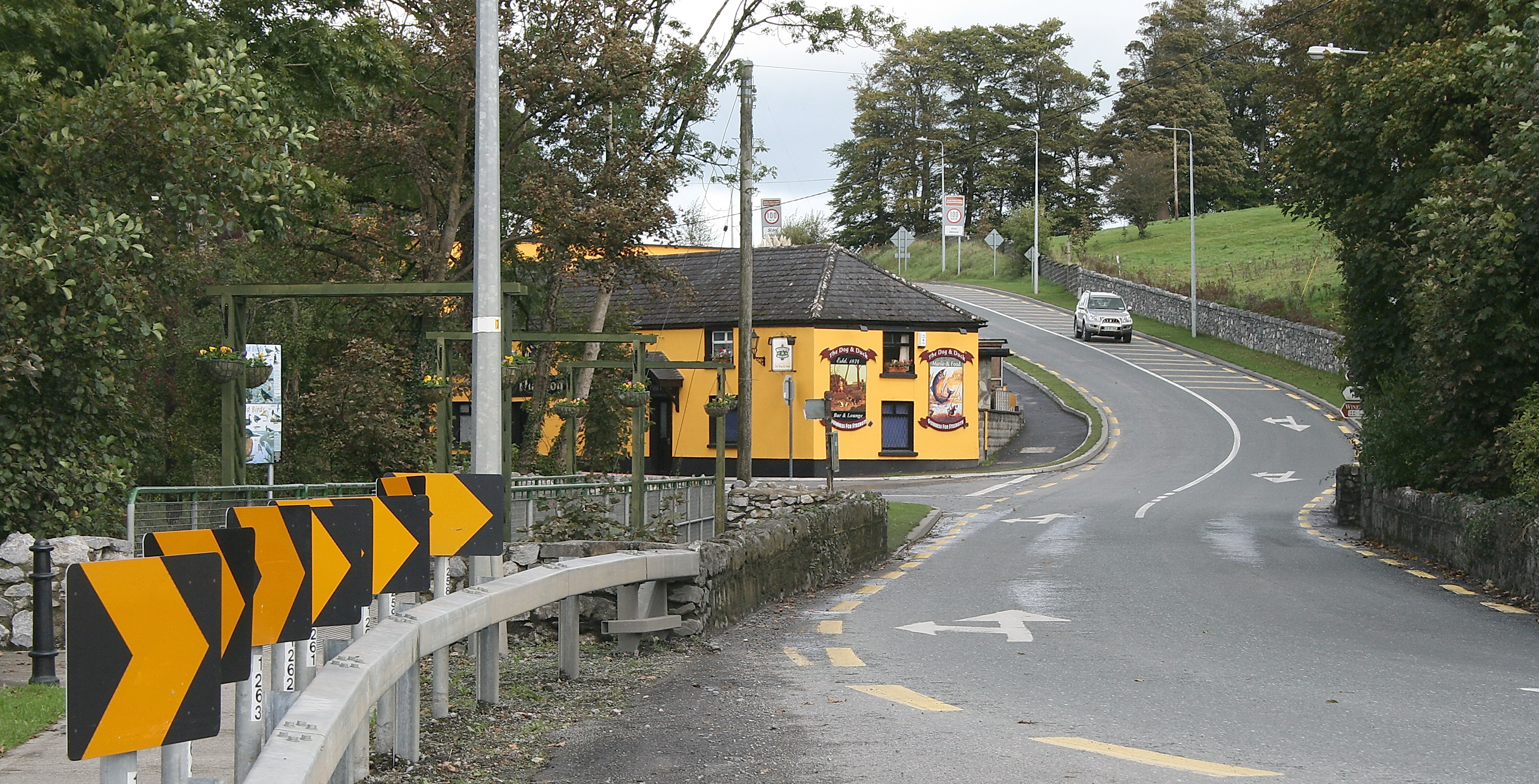
Балликиран

Балликиран (англ. Ballykeeran; ирл. Bealach Caorthainn) — деревня в Ирландии, находится в графстве Уэстмит (провинция Ленстер). Деревня является родиной поэта и философа Джеймса Патрика Гандиа (1837—1920).